# Jugoslávská kinematografie

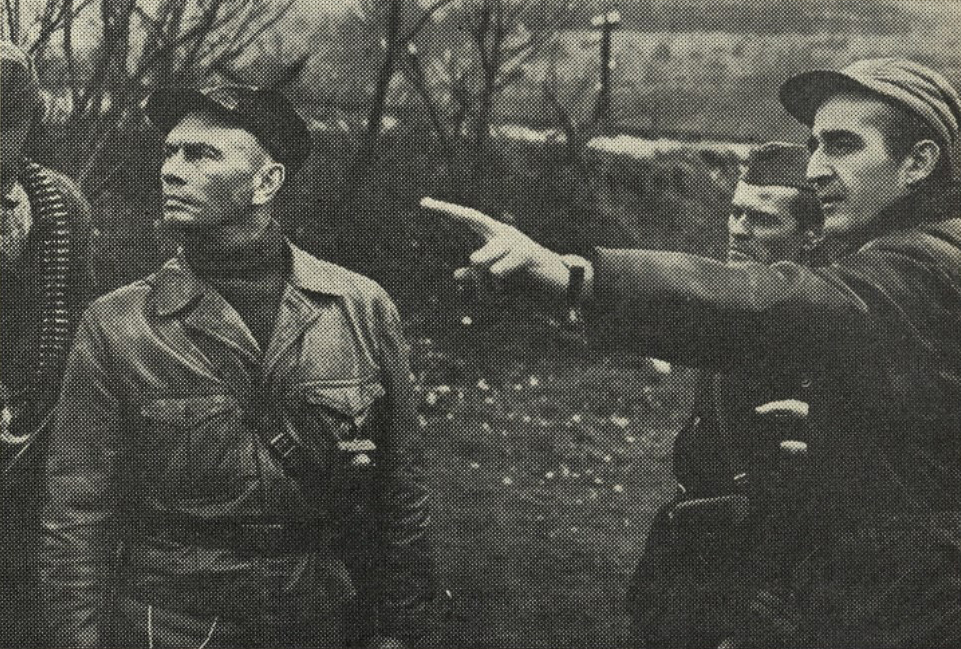
Natáčení filmu Bitva na Neretvě

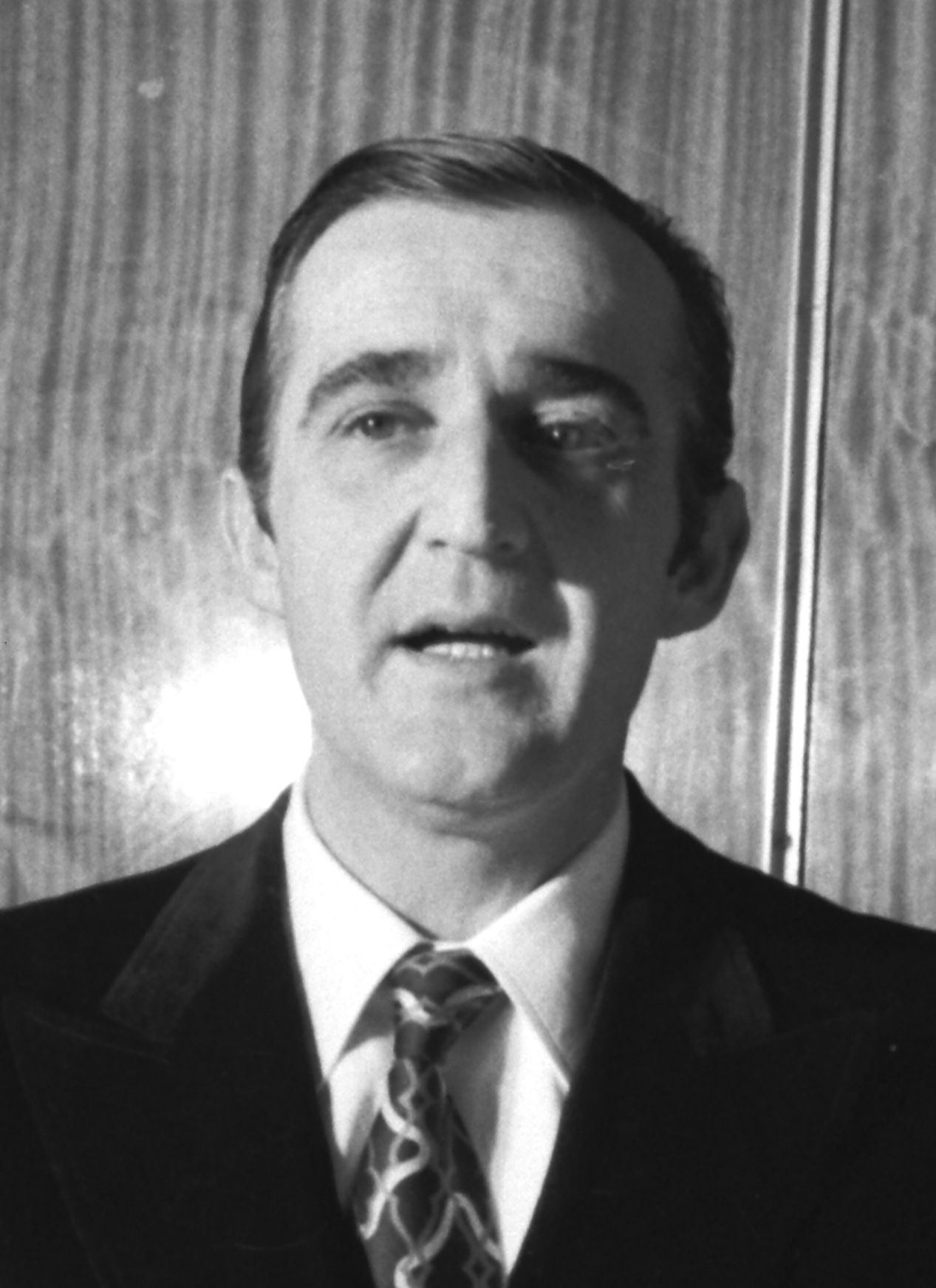
Veljko Bulajić

Jugoslávská kinematografie je termín zastřešující kinematografie jednotlivých národů zaniklého jihoevropského státu Jugoslávie. V šedesátých letech hnutí jugoslávský nový film získalo zahraniční příznivce díky formální originalitě. V devadesátých letech dosáhl se svými filmy úspěchů na mezinárodních festivalech režisér Emir Kusturica.

## Počátky jugoslávské kinematografie
Před 2. světovou válkou neexistovala v Jugoslávii souvislá filmová tvorba. Jediným centrem byl Bělehrad, kde byla zřízena Státní dílna pro výrobu filmů (srbochorvatsky Državna radionica za izradu filmova) při Ministerstvu zdravotnictví, která měla za úkol připravovat filmy s naučně-zdravotní tematikou (např. o rizikách alkoholismu).
Na konci 20. let vzniklo v Bělehradě několik filmových studií, např. Novaković film, Artistik film, Adrija Nacional, Mačva film, Pobeda film. Většina filmů, které však byly vyprodukovány byla komerčně neúspěšná a řada studií velmi rychle zanikla.
Filmový průmysl se začal souvisleji ve všech zemích Jugoslávie vytvářet až v druhé polovině 40. let. Jedním ze zakladatelů byl i poúnorový československý emigrant, režisér František Čáp, který se byl jeden ze zakladatelů slovinské moderní vlny. Právě koncem 40. let se jugoslávská kinematografie dostává do povědomí evropského filmu. Všechny tyto události a změny ve filmové industrii doprovázelo i založení Záhřebské školy kresleného filmu (Zagrebačka škola crtanog filma) v polovině 50. let. Na den osvobození Bělehradu 20. října 1944 byla založena první jugoslávská filmová produkce, známá pod názvem Zvezda film. V roce 1946 pak bylo v Bělehradě založeno filmové studio Avala film, které v roce 1947 produkovalo první jugoslávský hraný film Slavica.
Padesátá léta proto byla v duchu budování jugoslávského filmu tak, aby se přiblížil tehdejší evropské úrovni. Mezi režiséry tehdejší doby, kterým se toto podařilo, patřili například Radoš Novaković, Vojislav Nanović, Vladimir Pogačić a další. Třetí zmíněný režisér získal za svůj snímek Veliki i mali ocenění na Karlovarském filmovém festivalu. Zfilmována byla známá díla domácí i zahraniční klasiky. Film Pop Ćira i pop Spira (1957) podle románu Stevana Sremace se stal prvním jugoslávským barevným filmem.

## Partyzánské filmy
Zvláštní kategorií byly i filmy z druhé světové války, které vykreslovaly úspěchy partyzánského hnutí. Tyto snímky vznikaly ve spolupráci několika filmových studií z celé Jugoslávie, s bohatým rozpočtem a pozváni do nich byli i slavní herci ze Západní Evropy, či Spojených států (např. Richard Burton, Yul Brinner aj). Mezi takové snímky patří např. Bitva na Neretvě (1969), Sutjeska (1972), Užická republika (1974, Valter brani Sarajevo, 1972). Tento žánr, který měl rozšířit partyzánský mýtus ještě efektivněji mezi jugoslávskou veřejnost byl poměrně populární. Filmy byly velice emotivní a černobíle vykreslovaly události války.

## Filmová tvorba v socialistické Jugoslávii
Od roku 1950 prodělával změny i filmový průmysl, což je logické v rámci reakce na vývoj filmu. Postupně byly zakládány státní filmové fondy, jejichž hlavním účelem bylo vymanit se z vlivů Sovětského svazu a vytvořit vlastní nezávislý filmový aparát. Vedle studia Zvedzda film a Avala film, byly také založeny produkce Jadran film, Triglav film, Vardar film a Bosna film. V roce 1955 v Bělehradě přibylo ještě jedno filmové středisko, jímž se stal Dunav film. V roce 1956 přišla na řadu filmová decentralizace, která byla státními složkami projednávána již od počátku 50. let. V praxi to znamenalo, že filmová industrie nebyla řízena státem, ale jednotlivými republikami, respektive jednotlivými filmovými organizacemi.
Filmová tvorba v Jugoslávii v průběhu 60. let zažívala rychlé a neuvěřitelné změny. Bylo završeno to, co započali filmový umělci od 2. poloviny 50. let, a ačkoliv se i nadále natáčely válečné filmy, partyzánská kinematografie byla zastíněna novou vlnou. Nové události sebou přinesly změny nejen v oblasti filmové industrie. Díky moderním tendencím se v jugoslávské kinemtografii otevírá ženská otázka, která byla částečně reflektována již během 50. let filmy jako byly Frosina (1952), Vesna (1953) či Hanka (1955). Konec 60. let znamenal v Jugoslávii jisté kulturní uvolnění. Politická decentralizace, která byla jeho následkem, znamenala také rozvoj kinematografie i v dalších republikách SFRJ; ve Slovinsku, Chorvatsku, Makedonii aj. Jen v Srbsku bylo mezi lety 1961 až 1991 natočeno přes tři sta filmů.

## Chorvatská moderní vlna, černé vlna
Nová moderní vlna, která se rozšířila především v chorvatské kinematografii, se v Jugoslávii často označovala jako nový jugoslávský či autorský film. Filmy chorvatské nové vlny byly polemické, více avantgardní, barvité a naplněné různými styly a žánry. Tato vlna se také vyznačovala svobodným autorským výběrem. V 60. letech v jugoslávské nové vlně dominovaly snímky Vatroslava Mimice. Mezi jeho nejznámější snímky řadící se do této vlny patří celovečerní film U oluji (1952), Samac (1958), Prometej s otoka Viševice (1964) či Ponedjeljak ili utorak (1966).
Paralelně s chorvatskou moderní vlnou se v Srbsku rozvíjí tzv. černá vlna. Tento film nebyl v souladu s doktrínami jugoslávské kultury a politiky a zároveň byl skutečně "černý" (depresivní,kriticky, násilný atd.).Mladí tvůrci se nebáli prozkoumávat vyjadřovací prostředky filmu. Mezi hlavní představitele tohoto směru patřili Dušan Makavejev, Alexandar Petrović, Želimir Žilnik a Živojin Pavlović, kteří se mimo jiné inspirovali francouzskou, polskou a československou novou vlnou. Režisér srbského původu Aleksandar Petrović se ve filmu Dva (1961) věnoval problémům současné společnosti; ve snímku Dny (1963) zachytil prázdný život městského páru. Dušan Makavejev znovuobjevil techniku montáže; do hnutí nového filmu lze zařadit jeho snímky Člověk není pták (1965), Milostný příběh aneb Tragédie pracovnice pošt a telegrafů (1969) a W. R. – mystéria organismu (1971). Mezi další významné režiséry černé vlny také patří sarajevský rodák Boro Drašković se svým debutovým snímkem Horoskop (1969) a další režiséři z různých jugoslávských etnik. Komunističtí kritici a úředníci toto hnutí na konci 60. let odsoudili, v roce 1968 tak bylo poprvé užito termínu černý film pro tyto antitradiconální snímky, které kritizovali režim komunistické Jugoslávie.

## Pražská filmová škola
V 70. letech se v Jugoslávii autorsky projevují filmaři, kteří vystudovali pražskou Filmovou akademii múzických umění. Jsou to Goran Paskaljević (např. Klamné léto '68, Pes, který měl rád vlaky), Goran Marković, Srdjan Karanović, Rajko Grlić a Lordan Zafranović. Jejich filmy byly velmi úspěšné jak v domácím prostředí, tak i v zahraničí. Získaly celou řadu ocenění na Filmovém festivalu v Pule.
V Praze vystudoval i Emir Kusturica, držitel francouzského Řádu umění a literatury a dvou Zlatých palem z festivalu v Cannes, za filmy Otec na služební cestě (1985) a Undreground (1995). Další jeho celovečerní filmy jsou Vzpomínáš na Dolly Bell? (1981), Dům k pověšení (1988), Arizona Dream (1991), Černá kočka, bílý kocour (1998), Život je zázrak (2004) a Neviditelné děti (2005).